# Dopravní fakulta Jana Pernera Univerzity Pardubice
Dopravní fakulta Jana Pernera (DFJP) je jednou ze sedmi fakult Univerzity Pardubice, základ jejího vzniku byl položen roku 1992 a oficiálně vznikla 1. dubna 1993. Fakulta je přímým pokračovatelem československé tradice vysokého dopravního školství, po rozpadu Československa byla Vysoká škola dopravy a spojov v Žiline součástí Slovenské republiky. Kontinuita vzdělávání však byla zajištěna plynulým přechodem mnoha pedagogů právě ze Žiliny. Dopravní fakulta byla pojmenována na počest slavného českého železničního stavitele Jana Pernera.
Součástí DFJP je i moderní Výukové a výzkumné centrum v dopravě, které bylo otevřeno v září 2013 v Doubravicích v Technologickém areálu Univerzity Pardubice. Své dislokované pracoviště má fakulta v České Třebové. Jejím děkanem je od roku 2025 doc. Ing. Ladislav Řoutil, Ph.D.

## Současnost
Dopravní fakulta Jana Pernera je koncipována jako fakulta multi-disciplinárního charakteru poskytující komplexní rozsah vzdělávání v dopravě, který pokrývá studijní obory dopravně-ekonomické, dopravně-technologické a dopravně-technické včetně dopravního stavitelství.
Fakulta nabízí strukturované studium ve všech třech stupních studia (bakalářské, navazující magisterské, doktorské studijní programy). Všechny studijní programy (kromě Techniky, technologie a řízení letecké dopravy) jsou nabízeny v prezenční i kombinované formě studia.
Absolventi naleznou uplatnění v soukromých a státních dopravních společnostech a podnicích, výrobních, stavebních i obchodních firmách, výzkumných a projektových organizacích, státní správě i školství.
Dopravní fakulta Jana Pernera je respektovanou součástí evropského vědeckého prostoru, podílí se na mnoha mezinárodních projektech a je součástí mezinárodní vědeckých sítí, např. the European Rail Research Network of Excellence EURNEX. Od roku 2006 je DFJP také členem Mezinárodní Unie veřejné dopravy UITP (Union of Public Transports).

## Součásti fakulty[2]
| Katedry                                                                 | Vedoucí katedry                 |
| ----------------------------------------------------------------------- | ------------------------------- |
| Katedra informatiky a matematiky v dopravě                              | doc. Ing. Karel Greiner, Ph.D.  |
| Katedra dopravních prostředků a diagnostiky                             | Ing. Jakub Vágner, Ph.D.        |
| Katedra dopravního stavitelství                                         | Ing. Aleš Šmejda, Ph.D.         |
| Katedra technologie a řízení dopravy                                    | doc. Ing. Jaromír Široký, Ph.D. |
| Katedra dopravního managementu, marketingu a logistiky                  | Ing. Pavla Lejsková, Ph.D.      |
| Katedra elektrotechniky, elektroniky a zabezpečovací techniky v dopravě | Ing. Vítězslav Krčmář, Ph.D.    |
| Katedra mechaniky, materiálů a částí strojů                             | doc. Ing. Petr Tomek, Ph.D.     |
| Katedra letecké dopravy                                                 | Ing. Michaela Ledvinová, Ph.D.  |

| Pracoviště                                   | Vedoucí pracoviště          |
| -------------------------------------------- | --------------------------- |
| Dislokované pracoviště Česká Třebová         | Ing. Martin Kohout, Ph.D.   |
| Vzdělávací a informační centrum Praha        | (činnost ukončena)          |
| Výukové a výzkumné centrum v dopravě         | doc. Ing. Petr Voltr, Ph.D. |
| Znalecký ústav Dopravní fakulty Jana Pernera | Ing. Jan Pokorný, Ph.D.     |

## Studijní programy a specializace[3]Dopravní fakulta Jana Pernera nabízí následující studijní programy:
- Bakalářské studijní programy (Bc.)
  - Technologie a management v dopravě (TMD)
    - specializace: Dopravní management a marketing (DMM)
    - specializace: Logistika (LOG)
    - specializace: Technologie a řízení dopravy (TŘD)

  - Dopravní technika (DT)
    - specializace: Provoz a údržba vozidel (PUV)
    - specializace: Elektrická trakce a elektromobilita (ETE)
    - specializace: Stavba vozidel (SV)

  - Dopravní stavby (DS)
- Navazující magisterské studijní programy (Ing.)
  - Technologie a management v dopravě (TMD)
    - specializace: Dopravní management, marketing a logistika (DMML)
    - specializace: Technologie a řízení dopravy (TŘD)

  - Dopravní technika (DT)
    - specializace: Provoz a údržba vozidel (PUV)
    - specializace: Elektrická trakce a elektromobilita (ETE)
    - specializace: Stavba vozidel (SV)

  - Dopravní stavby (DS)
- Doktorský studijní programy (Ph.D.)
  - Technika a technologie v dopravě (TTD)
  - Dopravní prostředky a infrastruktura (DPI)

U studijního programu Dopravní technika si studenti vybírají předměty zaměřené na silniční nebo kolejová vozidla.